# Faujasininae
Faujasininae es una subfamilia de foraminíferos bentónicos de la familia Elphidiidae, de la superfamilia Rotalioidea, del suborden Rotaliina y del orden Rotaliida. Su rango cronoestratigráfico abarca desde el Plioceno hasta el Pleistoceno.

## Clasificación
Faujasininae incluye a las siguientes subfamilias y géneros:
- Ammoelphidiella †
- Faujasina †
- Polystomellina †

Otro género considerado en Faujasininae es:
- Trochoelphidiella †, aceptado como Ammoelphidiella